# Dejen Gebremeskel
Dejen Gebremeskel (Adigrat, 24 november 1989) is een Ethiopische atleet, die is gespecialiseerd in de 3000 en de 5000 m. Hij nam tweemaal deel aan de Olympische Spelen en won bij die gelegenheden eenmaal een zilveren medaille.

## Biografie

### Jeugd en eerste successen
Gebremeskel groeide op in de landelijke omgeving van Gulomahda in het Tigray district, waar hij al op jonge leeftijd, lopend voor zijn school, aan plaatselijke hardloopwedstrijden deelnam. Later verhuisde hij naar Addis Abeba om er te trainen met het nationale team.
Zijn eerste internationale medaille veroverde hij in 2007 op de Afrikaanse jeugdatletiekkampioenschappen in Ouagadougou, Burkina Faso, waar hij op de 5000 m het zilver won. Hij kwam dat jaar ook voor het eerst naar Europa, waar hij in Brasschaat tijdens de 'Flanders Cup meeting' zesde werd op de 5000 m.
Nadat hij in 2008 bij de nationale veldloopkampioenschappen vierde was geworden bij de junioren, werd Gebremeskel naar de wereldkampioenschappen veldlopen in Edinburgh uitgezonden, waar hij met een achttiende plaats net buiten het Ethiopische team viel dat de zilveren medaille veroverde. Later dat jaar won hij bij de wereldkampioenschappen voor junioren in Bydgoszcz een bronzen medaille op de 5000 m. Op zijn verjaardag won hij met het Ethiopisch team een gouden medaille op de Ekiden in Chiba.

### Focus op de baan
In 2009 werd Gebremeskel derde bij de Ethiopische veldloopkampioenschappen, maar gaf aan zich te willen focussen op de baan en daarin stappen te willen maken richting de top. Hij deed goede zaken op dit gebied door in mei op de 5000 m in Carson eerst de 'Adidas Track Classic' te winnen, vervolgens bij de Adidas Grand Prix in New York een beste persoonlijke tijd van 13.03,13 neer te zetten en daarbij slechts de olympische medaillewinnaars Micah Kogo en Bernard Lagat voor zich te hoeven dulden. Bij de Prefontaine Classic liep hij daarna een 3000 m in 7.58,69, om ten slotte bij de London Grand Prix op de 5000 m vierde te worden in 13.20,45.
In 2010 werd hij bij de wereldindoorkampioenschappen in Doha tiende. Bij de 5 km van Carlsbad dat jaar eindigde hij als tweede achter de Keniaan Eliud Kipchoge.
Gebremeskel won in februari 2011 de 3000 m bij de 'New Balance Indoor Grand Prix' in Boston. Hij versloeg hierbij de Brit Mo Farah, ondanks het feit dat hij in de eerste ronde zijn rechter spike verloor. Niet veel later werd hij tweede bij de World’s Best 10K in San Juan achter de Keniaan Sammy Kirop Kitwara. In april won hij de 5 km van Carlsbad. Op de 5000 m werd hij bij de Golden Gala in Rome vierde.

### Brons op WK, zilver op OS
Bij de wereldkampioenschappen van 2011 in Daegu veroverde hij onverwachts een bronzen medaille op de 5000 m. Oorspronkelijk werd hij vierde, maar steeg een positie doordat Imane Merga wegens het buiten de baan lopen werd gediskwalificeerd.
In 2012 werd Gebremeskel vijfde op de WK indoor op de 3000 m. In juli kwalificeerde hij zich bij een Diamond League-Meeting in Parijs voor de Olympische Spelen van Londen. Bij zijn olympisch debuut kwam hij uit op de 5000 m. Met 13.15,15 in de kwalificatieronde plaatste hij zich voor de finale, waarin hij met 13.41,98 een zilveren medaille veroverde. Alleen Mo Farah was met 13.41,66 nipt sneller.

### Brons op WK indoor
In juni 2013 verbeterde hij met 26.51,02 zijn persoonlijk record op de 10.000 m. In augustus kwam hij op deze afstand uit bij de WK in Moskou. Hij eindigde op een teleurstellende zestiende plaats. Bij de WK indoor van 2014 in het Poolse Sopot won hij een bronzen medaille op de 3000 m.
Gebremeskel loopt voor Commercial Bank.

## Persoonlijke records
Baan
| Onderdeel | Prestatie | Datum        | Plaats     |
| --------- | --------- | ------------ | ---------- |
| 3000 m    | 7:51.02   | 30 mei 2009  | New York   |
| 5000 m    | 12:46.81  | 6 juli 2012  | Parijs     |
| 10.000 m  | 26:51.02  | 27 juni 2013 | Sollentuna |

Weg
| Onderdeel      | Prestatie | Datum             | Plaats       |
| -------------- | --------- | ----------------- | ------------ |
| 10 km          | 27:45     | 27 februari 2011  | San Juan     |
| halve marathon | 1:02:36   | 21 september 2014 | Philadelphia |

Indoor
| Onderdeel | Prestatie | Datum            | Plaats    |
| --------- | --------- | ---------------- | --------- |
| 2000 m    | 5:06.22   | 2 februari 2013  | Boston    |
| 3000 m    | 7:34.14   | 23 februari 2012 | Stockholm |
| 5000 m    | 13:11.78  | 6 februari 2010  | Boston    |

## Palmares

### 3000 m
- 2010: 10e WK indoor - 7.48,69
- 2012: 5e WK indoor - 7.42,60
- 2014:  WK indoor - 7.55,39

### 5000 m
- 2007:  Afrikaans jeugdkamp.
- 2008:  Adidas Track Classic in Carson - 13.08,96
- 2008:  WK U20 in Bydgoszcz - 13.11,97
- 2009:  Adidas Track Classic in Carson - 13.16,52
- 2009:  Adidas Grand Prix - 13.03,13
- 2009: 4e London Grand Prix - 13.20,45
- 2011:  WK - 13.23,92
- 2012:  OS - 13.41,98 (series: 13.15,15)
- 2015:  Golden Spike in Ostrava - 13.23,72
- 2015:  Nacht van de Atletiek - 13.05,38
- 2016: 12e OS - 13.15,91

Diamond League-resultaten
- 2010:  Prefontaine Classic - 12.59,30
- 2010:  DN Galan - 12.53,56
- 2011: 4e Golden Gala - 12.55,89
- 2011:  Adidas Grand Prix - 13.05,22
- 2011: 5e Athletissima- 13.05,52
- 2012:  Bislett Games - 12.58,92
- 2012:  Meeting Areva - 12.46,81
- 2012: 4e Weltklasse Zürich - 13.00,83

### 10.000 m
- 2013:  Folksam Grand Prix in Sollentuna - 26.51,02
- 2013: 16e WK - 27.51,88

### 5 km
- 2010:  Carlsbad - 13.18
- 2011:  Carlsbad - 13.11
- 2012:  Carlsbad - 13.11
- 2013:  Carlsbad - 13.20
- 2013:  BAA in Boston - 13.37
- 2014:  Carlsbad - 13.13
- 2014:  BAA in Boston - 13.26
- 2016:  BAA in Boston - 13.39
- 2017:  Carlsbad - 13.27

### 10 km
- 2011:  World's Best in San Juan - 27.45,0

### halve marathon
- 2014: 5e halve marathon van Philadelphia - 1:02.36

### veldlopen
- 2001:  Abdijcross in Kerkrade
- 2008: 18e WK - 23.34